# Saint-Paul-Lizonne
Saint-Paul-Lizonne è un comune francese di 324 abitanti situato nel dipartimento della Dordogna nella regione della Nuova Aquitania.

## Società

### Evoluzione demografica
Abitanti censiti